# Podzamcze (Wieruszów)
Podzamcze (niem. Wilhelmsbrück) – lewobrzeżna część Wieruszowa, niegdyś samodzielna miejscowość, od 1 stycznia 1973 część miasta. Do 1954 roku istniała gmina Podzamcze (woj. poznańskie).
W 1815 na podstawie decyzji kongresu wiedeńskiego ustalona na Prośnie i Niesobie granica rozdzieliła miasto na dwie części, część zachodnia zwana Podzamczem znalazła się w zaborze pruskim i otrzymała później nazwę Wilhelmsbrück, zaś część wschodnia – w Królestwie Polskim. Wieruszowiacy zaczęli nazywać mieszkańców Podzamcza mianem „zamostnych”. Gdy przygraniczne Podzamcze znalazło się w zaborze pruskim, doprowadzono do niego „ślepą” linię kolejową z Kępna. Po odzyskaniu przez Polskę niepodległości przystąpiono do budowy linii łączącej Śląsk z Poznaniem, a omijającej Niemcy. W 1926 r. ukończono brakujący odcinek relacji Kalety – Herby Nowe – Wieluń Dąbrowa – Podzamcze.
W tej części Wieruszowa znajdują się m.in.:
- Komenda Powiatowa Policji w Wieruszowie (ul. Kuźnicka)
- Szkoła Podstawowa nr 2 im. Józefa Piłsudskiego
- Stacja kolejowa Wieruszów
- Siedziba Związku Hodowców Gołębi Pocztowych
- Kościół ewangelicki
- Kościół katolicki pod wezwaniem Nawiedzenia Najświętszej Maryi Panny
- Kościół katolicki pod wezwaniem Św. Rocha
- Ochotnicza Straż Pożarna Podzamcze w Wieruszowie (jedna z dwóch remiz strażackich OSP znajdujących się w mieście)

## Miejscowości o nazwie Podzamcze w gminie Wieruszów
W gminie Wieruszów istnieją dwie miejscowości podstawowe i jedna integralna część miejscowości o nazwie Podzamcze. Ten artykuł dotyczy część miasta Wieruszów. Pozostałe dwie to kolonia – Podzamcze oraz osada – Podzamcze.

## Zobacz też

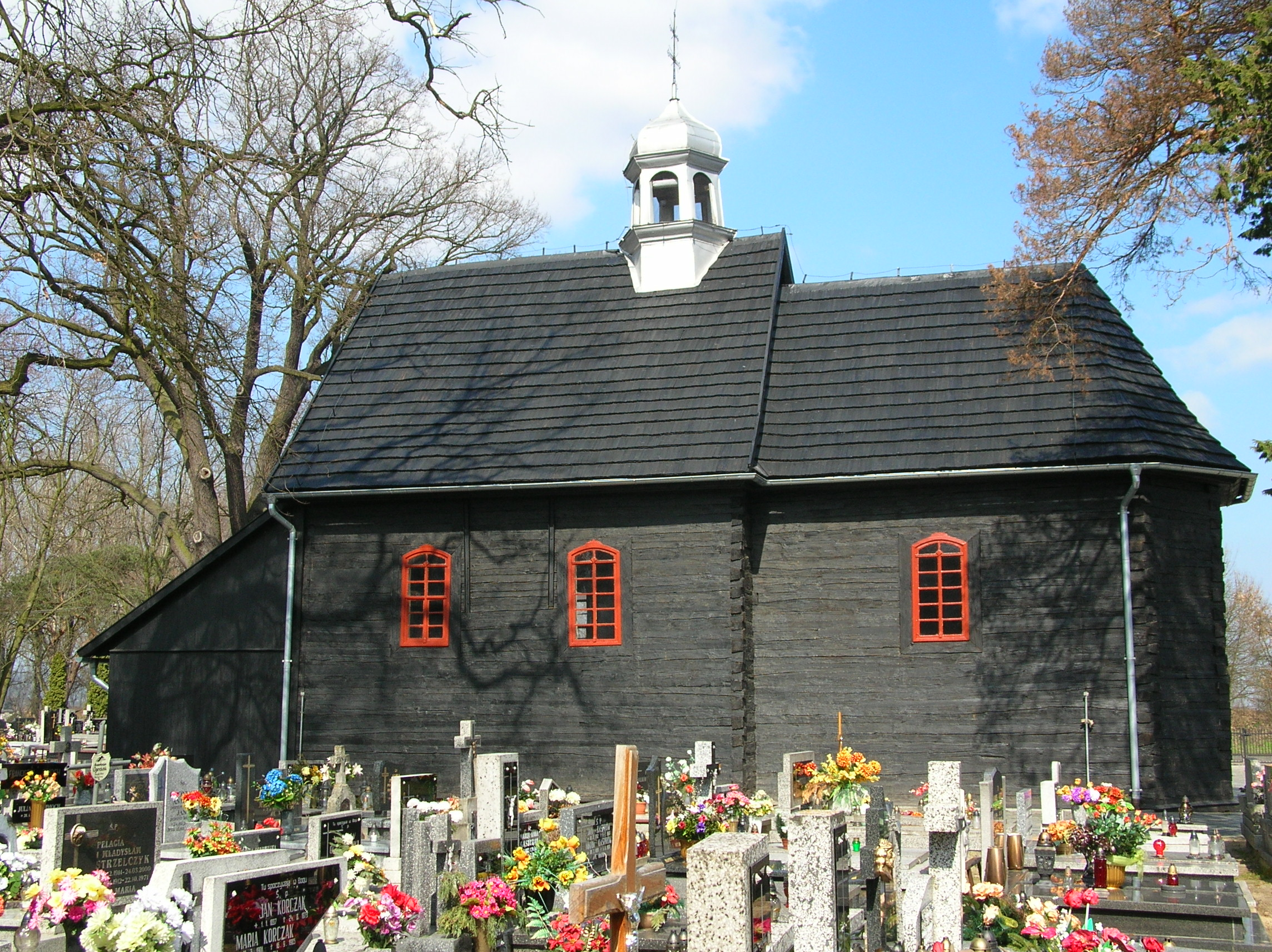
Kościół pw. św. Rocha w Podzamczu.